# 부여 정림사지 오층석탑
부여 정림사지 오층석탑(扶餘定林寺址五層石塔)은 백제시대의 대표적 석탑으로서 대한민국 충청남도 부여군 부여읍 동남리에 소재하고 있다. 화강암으로 이루어졌고 높이는 8.33m이다. 정림사는 사비의 시내 한가운데 있던 중요한 절이었다. 1963년 12월 20일 국보 제9호로 지정되었다. 익산 미륵사지 석탑(국보 제11호)과 함께 2개만 남아 있는 백제시대의 석탑이라는 점에서도 귀중한 자료로 평가되며 한국 석탑의 시조(始祖)라 할 수 있다. 탑 각부의 특이한 양식은 한국 석탑 양식의 계보를 정립하는 데 매우 중요하며, 미륵사지 석탑에서 시작된 백제 석탑의 형식을 정비한 이 탑 이후 백제 석탑의 형식은 다소의 세부 변화는 있었으나 고려시대까지 계속 이어졌다.

## 건립 시기
건립 시기가 639년으로 분명히 밝혀진 익산 미륵사지 석탑이 목탑을 충실히 재현하였고, 정림사지 오층석탑은 그보다 더 소략한 재현을 보여 미술사학계에서는 정림사지 오층석탑이 후대에 지어진 것으로 인식해 왔다. 그런데, 정림사지 제2차·3차 발굴조사를 담당한 윤무병은 정림사가 사비 천도 시기인 6세기 중엽에 창건되었으며, 오층석탑 아래 판축토(단단하게 다진 땅)가 절 창건 당시에 만들어진 것이며, 석탑이 판축토와 밀착되어 있기 때문에 절 창건 당시인 6세기 중엽에 석탑이 건립된 것으로 보았다.

## 형태
부여 정림사지 오층석탑의 기단은 각 면의 가운데와 모서리에 기둥돌을 끼웠고 탑신부의 각 층 몸돌에는 모서리마다 기둥을 세워 놓았다. 좁고 얕은 1단의 기단과 배흘림기법의 기둥 표현, 얇고 넓은 지붕돌의 형태는 목조건물의 형식을 충실히 따르면서도 단순한 모방이 아닌 세련되고 창의적인 조형을 보여주며, 전체의 형태가 매우 장중하고 세련되었다.

## 당평제비
초층탑신(初層塔身) 4면에는 당(唐)의 소정방(蘇定方)이 백제를 멸한 다음 그 기공문(紀功文)을 새겨 넣었으나 이는 탑이 건립된 훨씬 뒤의 일이다. 초층탑신에 새겨진 비문을 줄여서 당평제비라고 부르기도 한다. 혹은 백제를 정벌했던 당나라의 장수 소정방의 공을 기록했다 하여 소정방비라고도 부른다. ‘대당평백제국비명’(大唐平百濟國碑銘)의 8자를 2행으로 전서(篆書), 그 아래에 ‘현경(顯慶) … 계미건(癸未建)’이라고 2행이 새겨져 있다. 능주장사(陵州長史) 판병조(判兵曹) 직의 하수량(賀遂亮)이 글을 짓고 하남(河南) 낙주(洛州) 권회소(權懷素)가 글씨를 썼다. 비문의 제목은 전서로 새겨져 있다. 비문에 따르면 의자왕(義慈王), 태자 부여융(扶餘隆), 부여효(扶餘孝), 부여연(扶餘演) 및 대신과 장군 88인, 백성 12,807명을 당나라의 수도 낙양으로 압송하였다고 한다.

## 사진

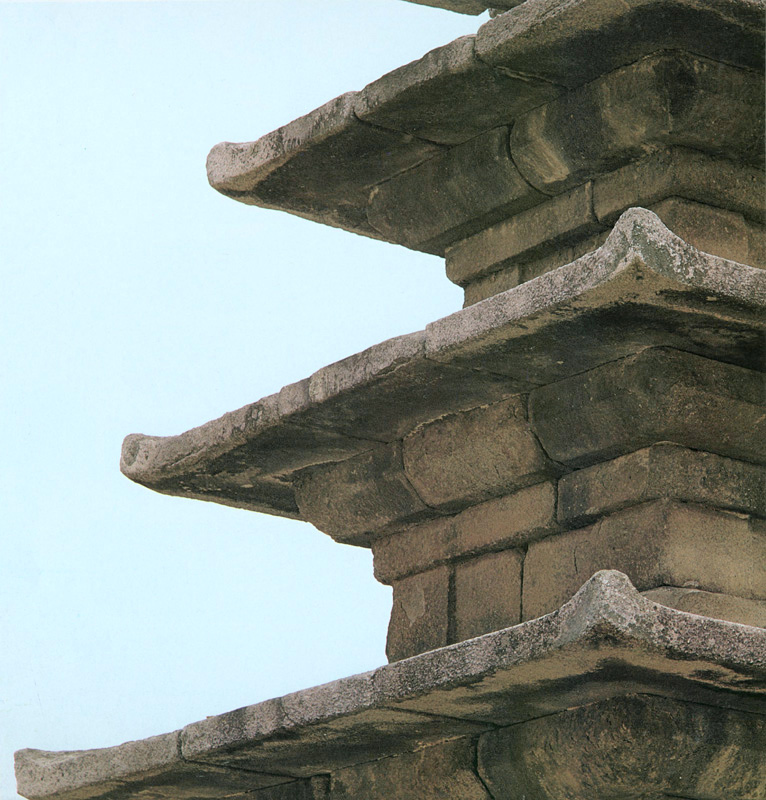
옥개석
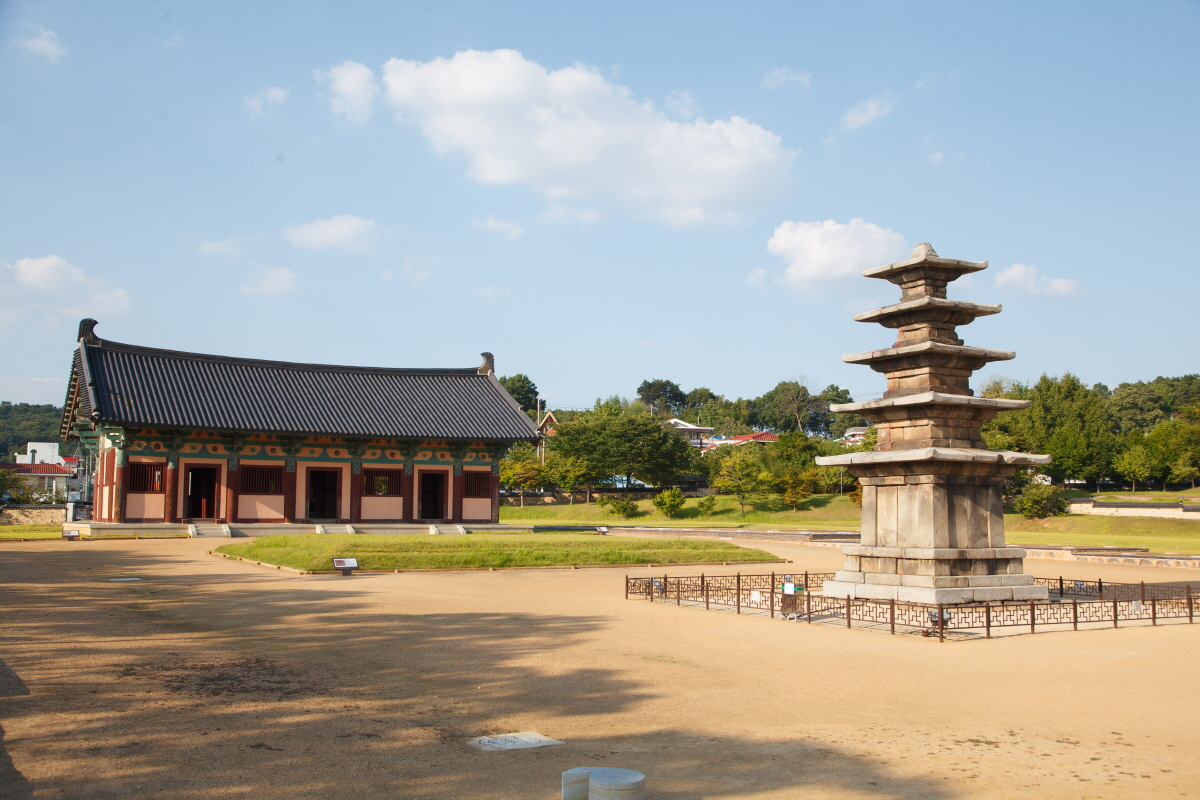
정림사지와 함께 찍힌 전경. 탑의 좌측면이 드러나있다.
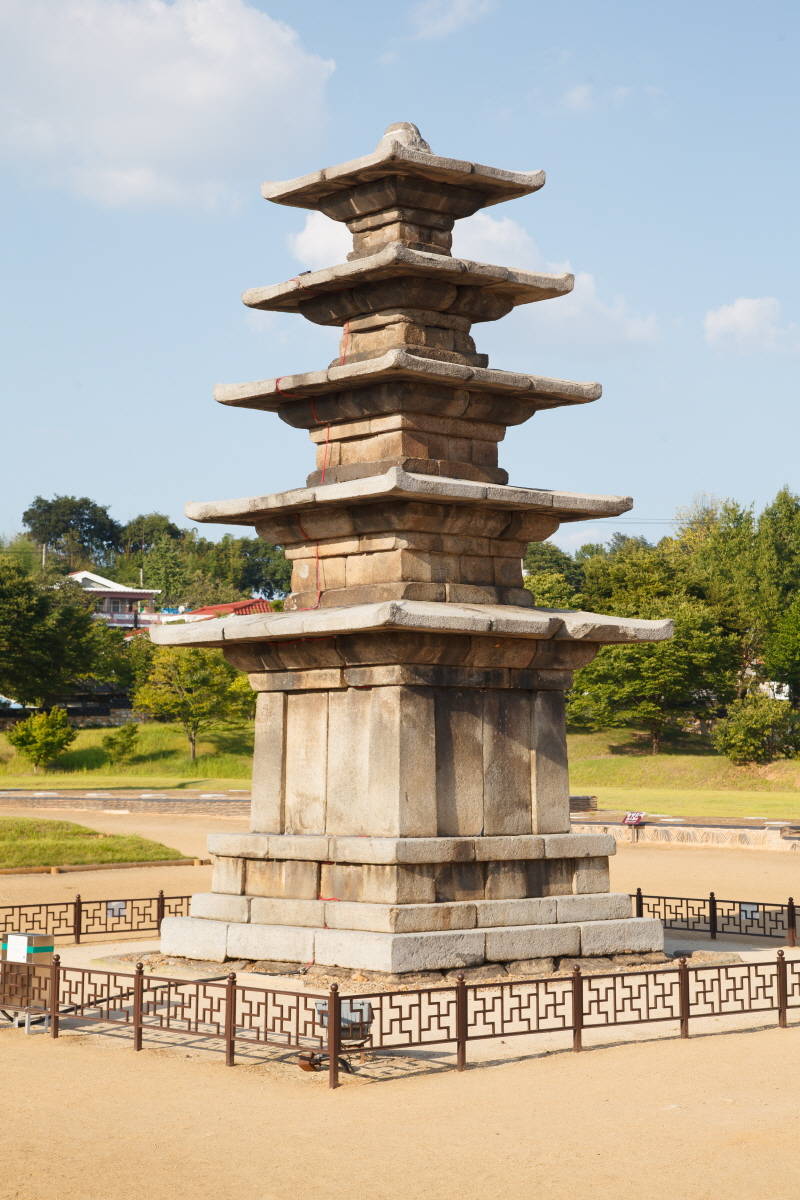
우측면
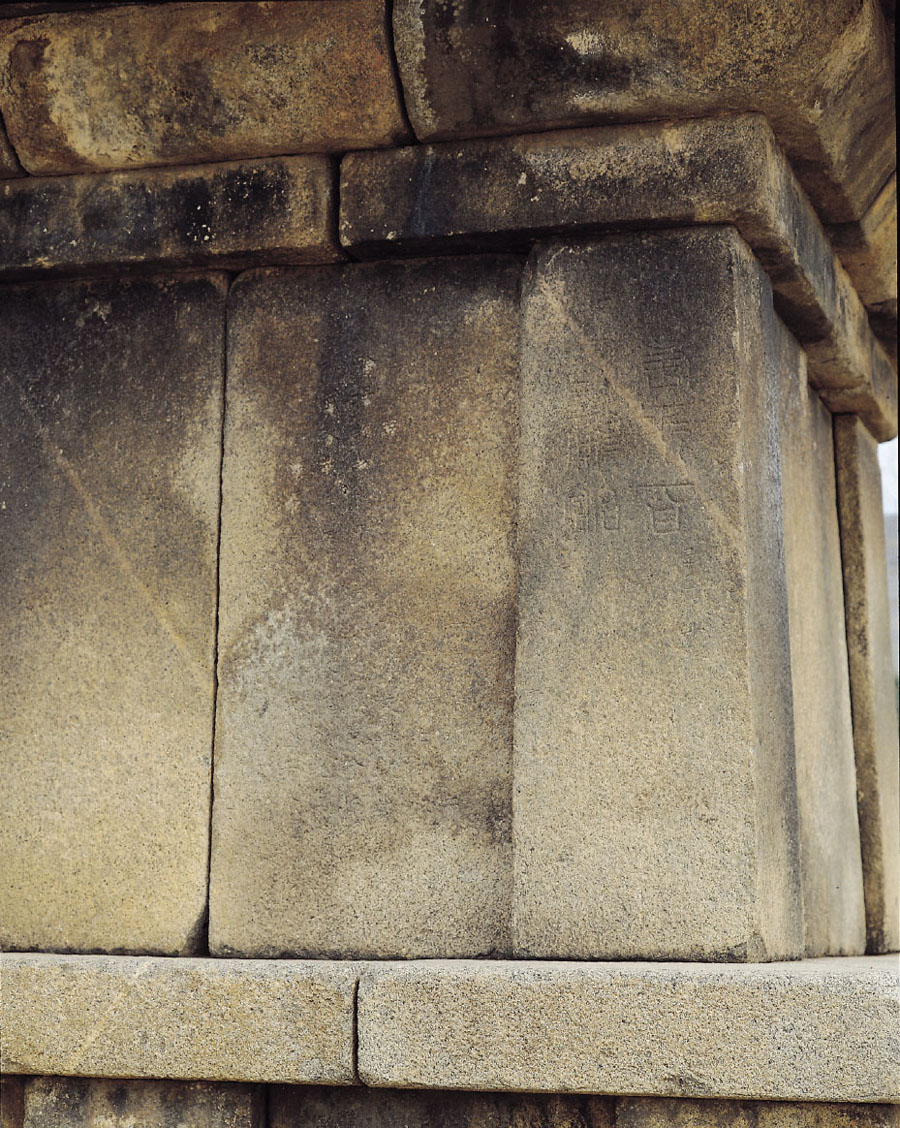
탑신에 명문이 적혀져 있다.
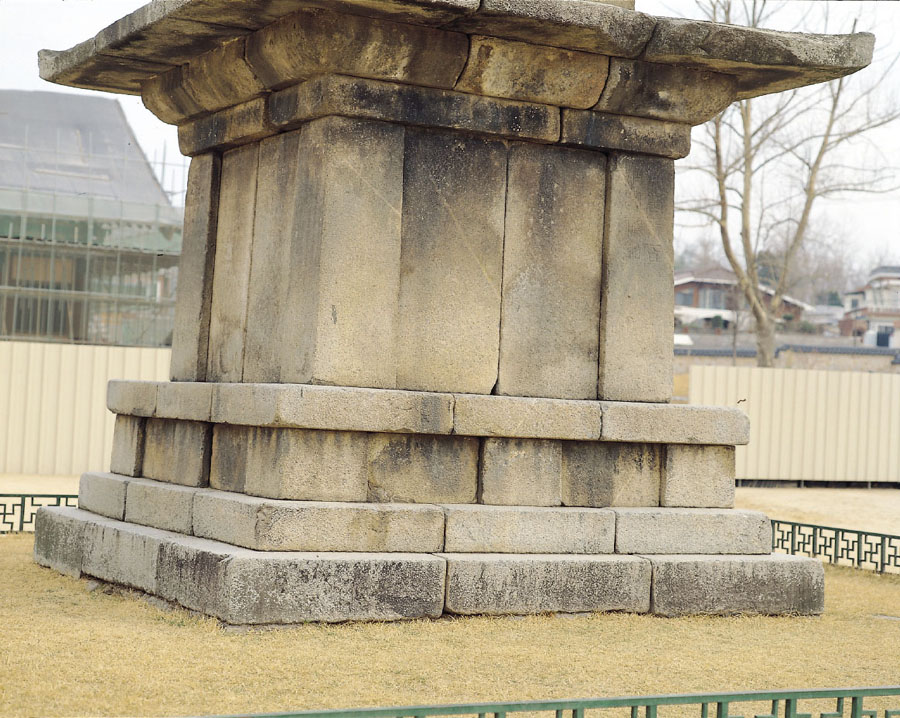
기단부와 하대석
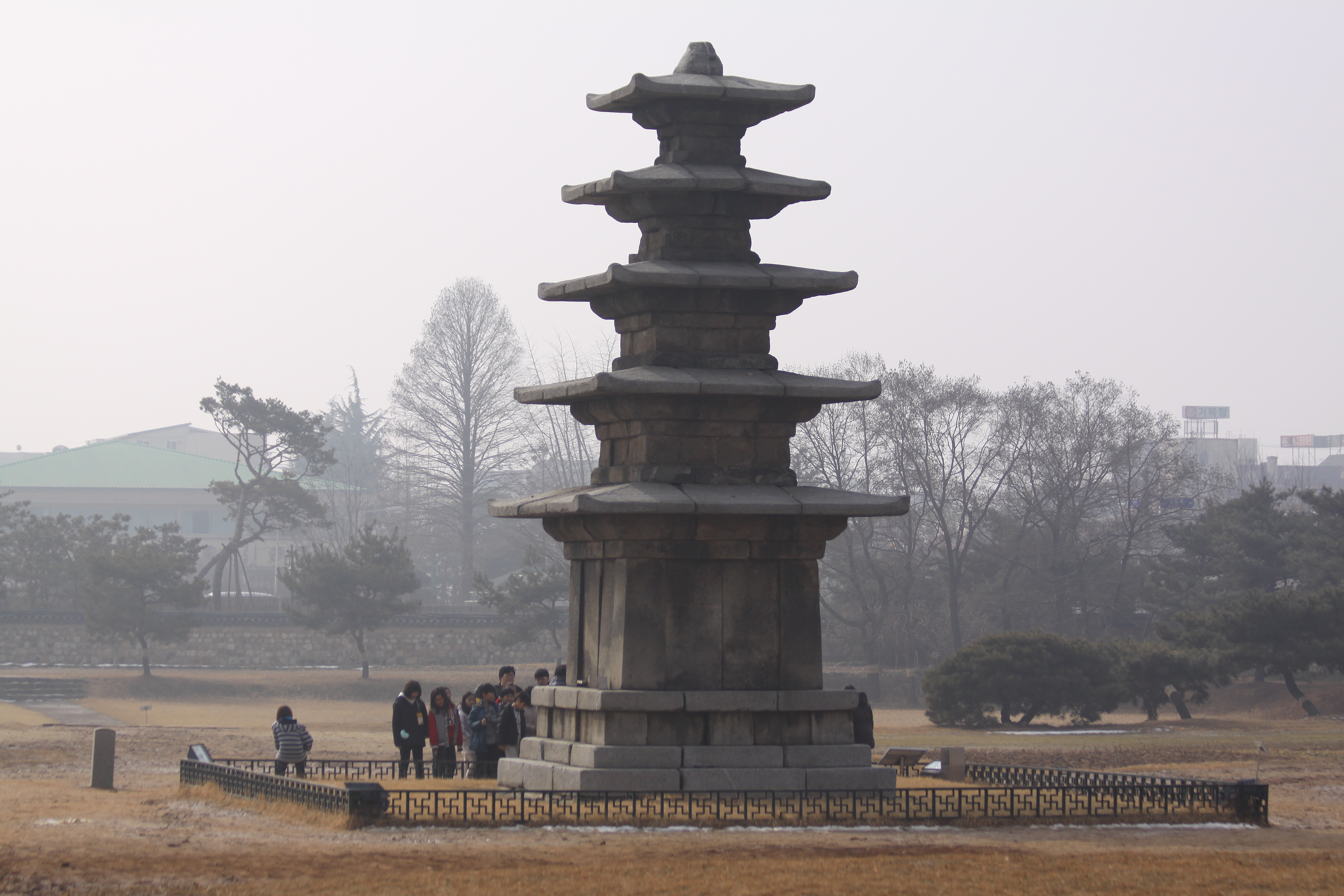
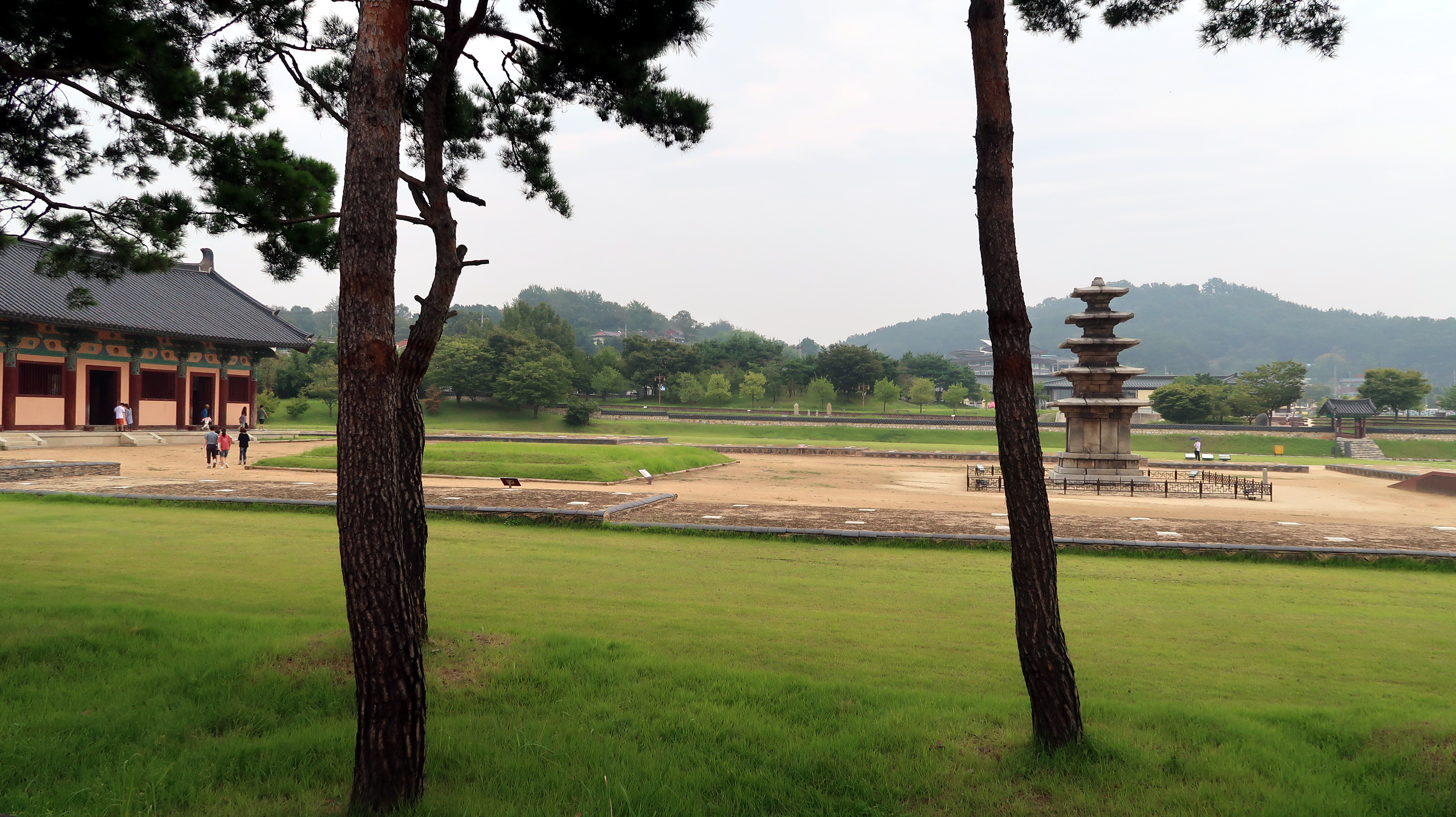

## 같이 보기
- 익산 미륵사지 석탑 - 국보 제11호
- 경주 정혜사지 십삼층석탑 - 국보 제40호